# NGC 2216
NGC 2216 ist eine Balken-Spiralgalaxie vom Hubble-Typ SBab im Sternbild Großer Hund südlich des Himmelsäquators. Sie ist rund 121 Millionen Lichtjahre von der Milchstraße entfernt.
Das Objekt wurde am 23. Januar 1835 von dem britischen Astronomen John Herschel entdeckt.